# Acer 'Gingerbread'
Acer 'Gingerbread é uma espécie de árvore do gênero Acer, pertencente à família Aceraceae.